# Al cincilea copil
Al cincilea copil (în engleză The Fifth Child) este un roman scris de Doris Lessing, publicat în 1988. Laureată a Premiului Nobel pentru Literatură în anul 2007 pentru felul în care comunică experiența feminină în literatură, cu „scepticism, pasiune și forță vizionară”, Doris Lessing redă în Al cincilea copil drama unei mame și consecințele deciziei sale pentru întreaga familie, alegerea imposibilă între Ben, copilul ei grav bolnav psihic și unitatea familiei. Romanul a avut o continuare, Ben, in the World, publicat în 2000, care spune povestea lui Ben după ce și-a părăsit familia.

## Rezumat

### Preambul

#### Întâlnirea
David, arhitect la o companie de construcții și  Harriet desenator tehnic la o firmă parteneră, s-au cunoscut la o petrecere organizată de către angajatori. În cercul lor de prieteni el era considerat o persoană conservatoare, iar ea timidă și exigentă. La începutul petrecerii amândoi erau rezervați, urmărind reacțiile celorlalți.
În trecut, David avusese pentru mult timp o iubită pe care o îndrăgise enorm, colegă cu el de serviciu. Relația s-a destrămat ca urmare a diferențelor de opinii privind libertinajul de care dădea dovadă fata.
În contradicție, Harriet era virgină, refuzând toate ofertele pe care le primise, pentru că le considerase nepotrivite. Acțiunea se petrece în anii '60, în timpul revoluției sexuale, motiv pentru care surorile și colegele ei se amuzau pe seama pudorii ei pe care o considerau exagerată.
Între David  și Harriet a avut loc ceea ce se numește dragoste la prima vedere. După ce s-au studiat câteva minute,  au plecat unul către celălalt, fiecare din colțul său. Au intrat rapid într-un birou pe care l-au găsit liber și unde au început să vorbească ore întregi, după care au mers în apartamentul lui. Prima noapte împreună a fost una liniștită în care au continuat convorbirea de la club și apoi au adormit. Ulterior, dând frâu liber dragostei sincere s-au mutat împreună și au hotărât să se căsătorească în primăvară. 

#### Părinții
Harriet se considera norocoasă pentru că părinții ei nu erau despărțiți, spre deosebire de alte familii. Cele trei surori, dintre care ea era cea mai mare,  au trăit o copilărie frumoasă și ordonată.
Dimpotrivă, David cunoscuse drama părinților săi care divorțaseră când el avea 7 ani dar, din fericire, se afla  în relații foarte cordiale cu al doilea soț al mamei sale, un istoric, Frederick Burke cadru universitar. Cuplul avea bune purtări în societate, dar era de o politețe rece cu ceilalți.
Tatăl său, James Lovatt, constructor de ambarcațiuni avusese de asemenea a doua oară șansa de a se căsători cu o femeie asemenea lui: cumsecade, gălăgioasă și capabilă. Cei doi mai erau apropiați și prin dragostea pentru călătorii.
David și  Harriet care trăiseră ani la rând cu imaginea unei viitoare familii în minte, știau foarte bine cum va arăta menajul lor cu mulți copii. Au cumpărat o casă imensă în stil victorian care avea trei etaje, un pod și o grădină care necesita îngrijire. Pentru că depășea posibilitățile lor materiale, David s-a văzut nevoit să apeleze la mama sa Molly și la tatăl vitreg, Frederick. Ei nu au fost de acord cu planurile tinerilor. S-a convenit ca ipoteca să fie plătită de tatăl natural al lui David, James, care dimpotrivă, a găsit dorința lor binevenită. Banii proveneau în mare parte de la soția lui, Jessica și ea entuziasmată de scopurile pe care și le-au propus îndrăgostiții.
Mama lui Harriet, Dorothy, care era văduvă și locuia cu tânăra familie, le-a atras atenția că planul lor este riscant deoarece implică multe variabile. 

#### Anii fericiți
Harriet și David rămân imperturbabili și după Crăciunul anului 1966 se naște primul lor urmaș, Luke, urmat la un an distanță de Hélèn. Casa  devine primitoare pentru zeci de rude și vecini, adulți și copii care sunt invitați atât de Paști cât și de Crăciun, ceea ce le aduce împlinire.
Cu toate că invitații contribuiau și ei la cheltuieli, David și Hélèn nu dispuneau de sume mari de bani fiind nevoiți să-și facă gemuri și murături pentru economie. În plus, nu cumpărau pâine ci o făceau în casă.
O altă familie prezentată în carte, dar fugitiv, este cea a lui Sarah, sora lui Harriet, căsătorită cu  William. Cu toate că nu se  se înțelegeau foarte bine, al patrulea lor copil, născut cu  sindromul Down, le-a zădărnicit orice plan de  divorț.
Cel de-al treilea născut al cuplului David-Harriet a fost Jane, în anul 1970. Începând cu acesta al treilea copil, cunoscuții tind să-i condamne și să-i izoleze.
Situația social-economică a țării trecea prin momente dificile, numărul șomerilor era în creștere iar firma la care lucra David începuse să aibă dificultăți.
Harriet l-a născut pe Paul în anul 1973 și oboseala ei devenise aproape permanentă după patru sarcini derulate în doar câțiva ani.
Pentru a putea primi de câteva ori pe an zeci de musafiri, Harriet și David transformaseră inclusiv podul în spațiu de dormit mobilat cu saltele.
Familia se străduia să le aducă argumente cu privire la dificultatea creșterii și educării unui număr mare de copii cerându-le să se oprească dar Harriet și David au devenit malițioși, siguri fiind că vor fi părinți de încă vreo patru ori.
Grădina casei era la fel de neîngrijită ca atunci când au devenit proprietari pentru că nu aveau niciodată timp pentru astfel de activități.

### Copilul-problemă

#### Sarcina
Cu toate că își propuseseră ca următorul copil să apară peste trei ani, Harriet a rămas din nou însărcinată. Pentru ea a început o altă perioadă dificilă mai ales că oboseala și nervozitatea erau dublate de lipsa mamei care n-o mai putea ajuta pentru că era la cealaltă fată, iar tinerele angajate, leneșe și nepricepute, mai mult o încurcau.
Pentru a putea face față cheltuielilor, David a început să lucreze peste program.
La întâlnirea de Crăciun, cu toate că  invitații o ajutau la treburile casnice, Harriet se simțea foarte rău deoarece copilul se mișca puternic începând cu luna a treia. Doctorul familiei nu s-a putut pronunța cu exactitate.
Depășită de situație, era înlocuită în gospodărie de mama sa care, în ciuda faptului că nu-și mai dorea un sacrificiu zilnic, revenise la ei. Verișoara lui Frederick, Alice,  văduvă, și-a anunțat, de asemenea disponibilitatea de a le fi aproape.  
Harriet a fost nevoită să ceară din nou ajutorul doctorului Brett pentru că nu se putea odihni din cauza mișcărilor brutale și aproape continue ale copilului. A început să ia sedativele prescrise după care a continuat cu calmantele împrumutate de la cunoscuți.
Era extenuată, avea o stare de spirit modificată, devenise tăcută, suspicioasă și rezervată. Încerca să găsescă diferite ocupații gospodărești, se îngrija de copiii mai mari, iar în timpul rămas mergea pe jos sau alerga. Devenise neglijentă cu ea însăși, imaginația îi juca feste și mânca exagerat de mult.
În luna a opta, i-a făcut o nouă vizită  doctorului Brett, rugându-l să-i provoace nașterea. A primit alte calmante.

#### Nașterea
La a cincea naștere, Harriet a cerut să meargă la spital, spre deosebire de celelalte patru care se desfășuraseră fără probleme acasă.
De data aceasta, totul a fost diferit, nefiresc. Durerile foarte mari au precedat nașterea dificilă a unui băiat de  5 kg care, după momentul nașterii n-a mai plâns. Copilul nu semăna cu un nou-născut obișnuit, fruntea sa era teșită deasupra sprâncenelor iar pielea o avea gălbejită. Harriet a constatat că sugea foarte mult, repede și îi provoca răni. După înțărcarea ce s-a impus, bea câte 2 biberoane odată. Când plângea, fața lui nu era roșie ca a celorlalți copii în aceeași situație, ci avea o culoare alb-gălbuie și urla. Fizicul era robust, a încercat de la 2 luni să stea în 4 labe. Ben, acesta era numele lui, nu avea niciun fel de empatie și nici nu atrăgea din partea rudelor decât curiozitate.

#### Copilăria mică
Odată cu această experiență, cei doi încep să-și pună problema încetării de a mai procrea. 
Forța fizică a lui Ben și plăcerea de a face rău, fără niciun fel de remușcare, s-a dezvoltat pe zi ce trecea. Paul, curios, a mers în camera lui și acesta i-a răsucit o mână, cauzându-i o entorsă. Copilul-problemă a început să meargă în picioare la 9 luni, strica jucării și s-a urcat pe pervaz când geamul era deschis, motiv pentru care i-au pus zăbrele la fereastră. 
La următorul Crăciun, toată lumea se interesa de el din complezență, fără a și-l dori în apropiere.
Vara, oaspeții care altădată veneau cu plăcere, au început să găsească scuze pentru a lipsi de la petrecere.
Un cățeluș adus cadou de un invitat și pisoiul familiei au fost uciși cu sânge rece prin sugrumare. Crăciunul următor numărul oaspeților s-a redus la jumătate. Harriet trecea prin clipe grele zilnic, deoarece Ben dispunea de o energie debordantă în ciuda faptului că dormea puțin și se punea mereu în pericol, pervazul rămânând locul lui preferat. Dacă găsea cumva ușa casei deschisă, fugea în mijlocul străzii de unde mama îl salva întotdeauna, cu toate că începuse să-și dorească să-l vadă accidentat mortal. Dacă îl închideau în cameră, țipa îngrozitor, până când îl eliberau.
Când Harriet a mers cu copilul la doctor (același care i-a prescris calmante în timpul sarcinii), medicul a asigurat-o că Ben era perfect normal pentru un copil de un an și jumătate.
Stresul prelungit a condus la schimbarea ei vizibilă, Harriet devenind irascibilă și foarte slabă.  
Dorothy a încercat să-i ajute și s-a oferit să rămână singură cu Ben o săptămână pentru ca restul familiei să plece în excursie.
Cele câteva zile de normalitate au însemnat foarte mult pentru primii născuți care, împreună cu părinții, au petrecut momente de neuitat în Franța.
La întoarcere, i-a așteptat o surpriză neplăcută, pentru că  Dorothy  avea două vânătăi, pe braț și pe obraz, iar efortul deosebit de a se descurca cu el o slăbise. În urma acestei experiențe, ea le-a propus să-l interneze într-o instituție specializată.
Sora lui Harriet, Sarah, avea de asemenea un copil cu probleme de sănătate, o fetiță mongoloidă, Amy, dar care era atât de drăguță cu toată lumea încât era mereu înconjurată cu dragoste și afecțiune. Crăciunul următor a fost foarte reușit, însă Ben nu se atașa de niciun grup vesel și entuziast. Amy a ales și ea să-l abandoneze după ce a încercat zadarnic să se împrietenească cu el.
Paul, preferatul familiei dar și al invitaților, a fost primul dintre copii care a început să clacheze, să plângă necontrolat și să dea semne de isterie pentru că întreaga atenție a mamei se îndrepta către Ben.
În ciuda acestor manifestări, Harriet și David s-au  hotărât să-l înscrie la grădiniță. Harriet se comporta cu el ca și cum ar fi fost  un copil normal. Îi punea la dispoziție jucării și îl scotea afară unde avea posibilitatea de a urmări păsările și de a se juca cu florile. Ben a început să vorbească dar nu și-a căpătat posibilitatea de a lega cuvintele; le folosea separat. Era atent la Luke și Hélèn încercând să-i imite în tot ceea ce făceau, dar fără să înțeleagă de ce se comportau într-un fel sau altul. Paul era neimportant pentru el.
La următorul Crăciun, Sarah a adus și câinele preferat al lui Amy. Acesta l-a respins pe Ben dar nu-l scăpa din ochi.

#### Experiența sanatoriului
Frederik a ajuns la aceeași concluzie ca Dorothy în ceea ce-l privește pe Ben și anume că locul său nu este într-o familie ci trebuie internat într-o instituție specială.
Tot el, cu acceptul întregii familii, a găsit și sanatoriul dispus să-l primească.
În câteva zile a apărut furgoneta care l-a luat  pe Ben, David având grijă de sensibilitatea lui Harriet care începuse să plângă. Între cei doi avusese loc o discuție serioasă, în care, David îi ceruse ferm să aleagă între familie și Ben.
Ceilalți patru copii, întorși de la școală ori de la grădiniță, și-au exprimat puternic mulțumirea când au aflat că Ben și-a schimbat locuința.
Întorsătura a avut ca efect imediat renașterea întregii familii. David a rămas câteva zile acasă, atmosfera a redevenit cea de odinioară dar, cu toate că  Harriet era răsfățată de toți și nu-l iubea pe Ben, sentimentul de vinovăție, n-o părăsea.
Până într-o zi în care  i-a anunțat că va pleca să-l vadă. Nimeni dintre adulții familiei nu a fost de acord, dar nici n-au putut-o opri. După ce a primit adresa, a plecat la sanatoriul din  nordul Angliei unde inițial nu i s-a permis accesul.
Când i-a convins să o lase înăuntru, a avut  posibilitatea de a vedea  copii cu malformații grave, abandonați de familiile lor, sedați, aproape morți. Nu li se asigura o îngrijire igienică minimă, mirosul de excremente era insuportabil, iar Ben se afla într-o cameră capitonată, gol, într-o cămașă de forță.
Cei doi angajați l-au ridicat anevoie dintre dejecțiile care se aflau peste tot și l-au dus la baie unde l-au spălat cu furtunul, apoi l-au îmbrăcat în altă cămașă de forță și l-au mutat într-o cameră cu pat din ciment. Oripilată, Harriet s-a hotărât să-l ia acasă. A reușit doar după ce a dat o declarație în acest sens.
Ben a fost pus în mașină în câteva pături care acopereau cămașa de forță. Harriet a plecat la drum cu calmante foarte puternice primite de la personal, pe care i le-a administrat în zilele următoare pentru că urla. Familia a fost șocată și cu toate că nimeni nu era de acord cu întoarcerea lui Ben, David a început s-o ajute. Băiatul a fost hrănit din abundență pentru că era lihnit de foame, a fost scos din cămașa de forță și Harriet i-a promis că are grijă de el dacă nu mai țipă și face la oliță. În aceste clipe grele pentru el, copilul a ajuns la concluzia că mama sa îi vrea binele dar  tatăl său îi era dușman. A început să-l urmărească cu teamă și precauție și a înțeles că nu era dorit de toată lumea.

#### Primul prieten al lui Ben
Într-un mod neașteptat, Ben și-a găsit companion în băiatul chemat de Harriet să se ocupe de grădină, John. Acesta se purta frumos cu el și îl lăsa să îl ajute uneori. Surprinsă și mulțumită, Harriet îi propune lui John să aibă grijă de Ben până când va merge la școală. Ben intră astfel în gașca lui John, formată din tineri fără căpătâi  care stăteau prin cafenele, lucrau pe ici colo din când în când și conduceau motorete. Mezinul era entuziasmat și își petrecea aproape tot timpul în această tovărășie.
Părinții au plecat, după mult timp, singuri în vacanță în timp ce  copiii au rămas cu Dorothy, iar Ben și-a continuat programul. Răceala survenită între soți după ce Harriet l-a adus înapoi pe Ben s-a topit, dar cei doi nu au ajuns la consens cu privire la posibilitatea de a mai avea copii în continuare.
Molly și Frederick, bunicii care mijlociseră internarea lui Ben, nu și-au  mai făcut apariția la petrecerea din vara următoare, deranjați de hotărârea lui Harriet de a-l aduce înapoi. Copiii care veneau cu drag la familia Lovatt de fiecare dată, au lipsit în mare parte.
Ben era fericit în grupul care îl adoptase, cu toate că era jignit constant, iar familia cheltuia sume importante pentru mâncarea și distracțiile întregii găști ce se reunea aproape zilnic în casa lor.
Ceilalți patru copii ai cuplului își încuiau ușile pe dinăuntru seara. 
Până și Harriet  se gândea la posibilitatea de a se încuia în cameră cu soțul înainte de culcare.

### Destrămarea familiei
Doi dintre copii, Luke și Hélèn, pentru că erau atât de diferiți de mezinul familiei, hotărăsc să plece de acasă la școli cu internate cu ajutorul bănesc al bunicilor James și Molly.
Oricât era de ciudat, Ben trebuia să meargă la școală deoarece nu existau prevederi legale pentru astfel de situații.
Harriet a observat  că familia începuse să se destrame. Copiii cei mari erau plecați iar Paul balansa între un răsfăț exagerat și isteria concretizată prin plâns și datul cu capul de pereți când se întorcea Ben acasă.
Odată înscris la școală, Ben s-a dovedit  incapabil să țină ritmul la învățătură cu ceilalți copii, dar și-a consumat evidenta energie bătând o fetiță pe terenul de tenis până i-a rupt mâna. Speriată de ceea ce s-ar fi putut întâmpla în continuare, Harriet i-a atras atenția că dacă va continua să fie violent, îl va trimite din nou la ospiciu. În felul acesta, speriat din cale-afară, copilul încearcă să renunțe la violență mai ales că prietenul său, John a întărit spusele mamei.
Harriet a continuat să caute răspunsuri în lumea medicală și a consultat o doctoriță specializată în cazuri asemănătoare, care, în urma unei discuții furtunoase a recunoscut că handicapul lui Ben nu își găsea catalogarea și rezolvarea încă.
La Crăciunul următor, Luke a trimis o scrisoare prin care îi anunța intenția de a merge la bunicii James și Jessica, iar Hélèn la cuplul de bunici Frederick și Molly. Al treilea copil, Jane, care se înțelegea de minune cu verișoara ei, Amy mongoloida, a plecat la mătușa ei, Sara unde se afla și bunica Dorothy. Întrucât copiii se simțeau foarte bine în acele familii, au hotărât să părăsească casa maternă pentru o perioadă nedeterminată. Părinții au păstrat legătura cu ei și mergeau uneori în vizită. În ceea ce-l privește pe Paul, considerat altădată cel mai reușit dintre copii, acesta devenise din ce în ce  mai dificil. Retras în fața televizorului, agitat, cu o poftă de mâncare nesățioasă, fără însă a se îngrășa, ajunsese insensibil la dragostea mamei. În aceste condiții, Harriet și David l-au trimis la un psihiatru, unde mergea în fiecare zi după școală, apoi se juca cu copiii lui și rămânea până după cină.
Accesele de violență ale celui de-al cincilea copil au continuat. Paul a fost salvat în ultima clipă de Hariett într-o anumită împrejurare.
John s-a hotărât să plece la o școală profesională împreună cu prietenii săi și astfel, Ben a rămas fără singurul prieten pe care îl avea.
David, remarcat la firma unde lucra, a avut șansa de a pleca la alta, mai bună, unde și-a păstrat obiceiul de a  lucra până la epuizare. Relația cu soția pe care o adorase în tinerețe suferise modificări. Au apărut transformări și în situația financiară a familiei întrucât James, altădată atât de darnic, nu-i mai ajuta, ci suporta doar cheltuielile pentru Luke care locuia la ei.
În lipsa diagnosticului medical, toată lumea, inclusiv părinții săi, sunt convinși că Ben este provenit din lumea fantastică populată cu troli, hobbiți și gnomi, ajuns accidental în lumea noastră.
Rudele care au mai venit în vară doar pentru o săptămână își schimbaseră în rău impresia despre Harriet considerând-o iresponsabilă și egoistă, dar îl tânguiau pe David.
Harriet a început să conștientizeze că situația în care se afla întreaga familie era rezultatul alegerii ei de a nu-l fi lăsat pe Ben să moară în chinuri.
Dorința lor aprigă de a fi fericiți să fi fost motivul pentru care au experimentat așa ceva? Să fie o pedeapsă divină? Acestea erau gândurile cu care se lupta Harriet în timp ce David susținea că a fost un accident genetic ce putea apărea în oricare altă familie. El i-a reproșat că s-a dus să-l ia înapoi acasă pe Ben, dezechilibrând astfel o atmosferă confortabilă și normală pe care cei doi o construiseră cu responsabilitate și dragoste de comun acord.
Hélèn, adolescenta distantă ajunsă acum la 16 ani, venea din când în când în vizită cu bunicii Molly și Frederick. Luke, cu doi ani mai mare decât ea, introvertit și foarte  serios, trăind lângă bunicul James, visează să devină și el constructor de ambarcațiuni.
Jane, în vârstă de 14 ani, care o preferase pe bunica Dorothy și-a făcut și ea apariția. Paul, mezinul de 11 ani, nu-și revenise din isterie, avea mereu nevoie de atenție și se dădea în spectacol.
Harriet, pe care David o simțea sperând ca minunata lor familie să redevină ce a fost odată, nu a încuviințat propunerea lui Molly de a vinde casa, care, în situația dată, necesita cheltuieli nejustificate ce erau acoperite exclusiv prin efortul soțului ei.

### Opțiunea lui Ben
Ben făcea parte din categoria elevilor neasimilabili și nerecuperabili pe care orice generație îi are. La gimnaziu, s-a împrietenit cu un băiat mai mare cu patru ani decât el, Derek. Gașca de derbedei needucabili care s-a format, era întregită de  Billy, Elvis și Vic care veneau în fiecare zi după școală la familia Lovatt și își luau nestingheriți mâncare din frigider, după care se uitau la telenovele și la programele violente de seară. 
În mod surprinzător, Ben părea a fi șeful acestor haimanale care se bucurau de respect și chiar de invidie în școală, unde, nu doar chiulangii și repetenții își doreau să facă parte din grupul lor, ci și băieți cuminți la care nu te-ai fi așteptat să gândească așa.
Acești pierde-vară au început să lipsească una sau mai multe zile, să cheltuie, nu se știa de unde, sume mari de bani pe mâncare și să o facă pe Harriet să se gândească dacă violatorii despre care se vorbea la știri, n-ar putea fi chiar ei.
Într-o zi, s-a anunțat că fusese spart un mic magazin în care se găsea și un oficiu poștal. Paguba materială fusese de 400 lire, dar noutatea era că vânzătorul și poștărița fuseseră bătuți.
La observația lui Harriet că nu e normal să vină la ea în casă când au ei chef, băieții i-au atras atenția râzând că într-o zi e posibil să-i ia casa cu totul, ei gândindu-se la o viitoare revoluție când bogații vor pierde ce aveau.
După un timp, gașca, ajunsă la 10-12 persoane nu mai mânca din frigiderul lor care era aproape gol, ci veneau ei cu cumpărături consistente în special din bucătăria altor popoare.
David a mai făcut o încercare de a o convinge pe Harriet să vândă casa. Ea, dornică de a lăsa trecutul în urmă,  îi cere să mai aștepte doar până când Ben va pleca și el de acasă cu prietenii lui. 

### Epilog
Harriet și-a făcut un proces de conștiință observând că Ben și băieții dormeau prin locuri părăsite și că era doar o chestiune de timp până când vor intra în vizorul poliției, iar ea și David îl vor recunoaște la televizor printre răufăcători, sfârșitul lui fiind probabil același pe care l-ar fi avut ca și copil în cămașa de forță.
Îmbătrânită înainte de vreme ca și David, Harriet a concluzionat că n-a fost capabilă să-l lase să moară pentru ca toți ceilalți să fie mulțumiți și fericiți cum fuseseră până la nașterea lui.
Cu prețul destrămării unei familii minunate, protejând un copil cu retard și ieșit din canoanele normalității, nu a făcut decât să amâne inevitabilul, în timp ce toată lumea i-a respectat dorința  aprigă de a-l crește.
David a rămas soțul său fidel chiar dacă relația începută așa frumos  nu mai era ca odinioară.

## Personaje
- Harriet Lovatt - protagonista romanului, mama lui Ben
- David Lovatt - soțul lui Harriet și tatăl lui Ben
- Luke - primul copil al familie Lovatt
- Helen - al doilea copil al familiei Lovatt
- Jane - al treilea copil al familiei Lovatt
- Paul - al patrulea copil al familiei Lovatt
- Ben - al cincilea copil al familiei Lovatt și personajul care dă titlul romanului
- Deborah Lovatt - sora lui David
- James Lovatt - tatăl lui Deborah și David, bunicul patern al lui Ben
- Dorothy - mama lui Harriet, bunica maternă a lui Ben
- Sarah - sora lui Harriet, a cărei fiică este diagnosticată cu sindromul Down
- Angela - cealaltă soră a lui Harriet
- John - un tânăr care are grijă de Ben
- Mary Jones - o tânără pe care Ben o rănește

## Receptare critică
Doris Lessing își descrie cartea drept un „horror clasic”, ce a stârnit reacții controversate din partea cititorilor, dar mai ales a criticilor de specialitate, care îl consideră un roman moralizator sau o analiză a unei societăți în degradare. Ficțiunea are rădăcini puternice în viața personală a scriitoarei, ceea ce a îngreunat mult procesul de scriere, ca o ispășire a propriilor păcate.
Al cincilea copil sugerează că, în vremuri potrivnice, poate părea imposibil să fii o mamă bună, Harriet nu poate face față tulburării lui Ben, cum, de altfel, nimeni nu poate, de aceea singura soluție posibilă pare a fi o lume nouă, construită în funcție de necesitățile lui Ben. El nu se poate adapta, deci ceilalți trebuie să se reconstruiască în jurul lui. În articolul din The New Yorker, se realizează o paralelă între povestea romanului și viața reală a scriitoarei, care, atunci când și-a părăsit copiii în Southern Rhodesia (după cum mărturisește în autobiografia sa), le-a spus că va construi o lume perfectă pentru ei. Rămâne incert dacă Lessing, marcată de acest moment, a crezut cu adevărat că își salvează copiii printr-un act de abandon. La fel ca propria ei viață, romanul prezintă maternitatea drept o înșiruire de alegeri imposibile. Acest permanent chin între decizia de a-l abandona pe Ben și opusul ei, de a-l proteja cu orice preț, devine, la un moment dat, ecoul propriei vieți a scriitoarei. Sentimentul de ură alternează cu o dragoste intensă, irațională, iar acest contrast apare ca acceptabil, pentru că lumea este plină de dezamăgiri, iar o mamă „îndeajuns de bună” are datoria de a-și pregăti în avans copiii pentru viitoarele deziluzii.
Mereu imprevizibilă, Lessing creează, de această dată, o neobișnuit de accesibilă poveste horror psiho-socială, o variațiune a clasicei formule a „transformării”, mai subtil sugerată prin teme precum povara blestemului, soarta prestabilită, demnitatea aspră a proscrișilor, a celor marginalizați de o societate neconformă, latura întunecată a umanității.
Deși Ben poate părea „extraterestru” prin răutatea și cruzimea de care dă dovadă demonstrează că este cât se poate de lumesc. Acțiunile lui sunt nebunești și barbare, însă nu mai mult decât ale societății în care trăiește și atunci pare destinat pentru această societate. Finalul romanului oferă o scenă pasivă, în care Harriet urmărește la televizor revolte violente și prima conexiune din mintea ei este că, într-o zi, și fiul ei va fi acolo, printre acei oameni furioși. Potrivit articolului din The Guardian, romanul sugerează posibilitatea ca Ben să reprezinte un regres la stadiul de homo neanderthalensis.

## Ecouri în presa scrisă
"Ben este un factor destabilizator care perturbă, distruge chiar.
…butucănos, mereu prea voinic pentru vârsta lui, cu înfățișare bătrânicioasă de gnom, Ben stârnea repulsie.
…venirea pe lume a lui Ben-monstru vorace, feroce, inscrutabil - va fi pentru micul paradis pe pământ instituit de Harriet și David începutul sfârșitului".
" Familia prosperă până la al cincilea copil, Ben, care, încă din pântecele mamei inspiră teamă, durere și oroare. Doris Lessing menține un echilibru ferm între realism și gotic, acesta din urmă ajungând la apogeu în descrierea unei galerii de monștri infantili"…